# Uca tangeri
Uca tangeri (Eydoux, 1835) é uma espécie de caranguejo anfíbio da família Ocypodidae, conhecido pelos nomes comuns de boca-cava-terra e boca-de-cavalete.

## Características morfológicas
Trata-se de um crustáceo decápode cuja espécie apresenta dimorfismo sexual, no qual o macho diferencia-se da fêmea por apresentar uma das pinças ou quelíceras maiores e mais desenvolvidas (hipertrofia), a qual é utilizada para fins ligados à reprodução. Nas espécies de caranguejos as pinças normalmente desenvolvem função alimentar, todavia nesta espécie, a hipertrofia de uma das pinças impede esta função. Nos indivíduos adultos da espécie a pinça ou quelícera hipertrófica chega a assumir o tamanho de 1/3 da largura máxima da carapaça.
Os olhos da espécie se localizam nas extremidades de pedúnculos e cada um destes pedúnculos tem uma dimensão ligeiramente superior a ⅓ da borda frontal da carapaça, inserindo-se por meio de uma articulação no lado externo da abertura respiratória central. O par de pedúnculos pode assumir duas posições distintas, uma ereta adotada pelo caranguejo quando está em ambiente externo e outra retraída quando recolhem-se em buracos. Quando retraídas os pedúnculos recolhem-se em duas meias bainhas horizontais, situadas no limite superior da face anterior da carapaça.
A coloração nos indivíduos adultos é variável e, embora não sejam coloridos uniformemente, apresentam padrões de cores dominantes: violeta escuro, vermelho escuro (cor de vinho), laranja e amarelo em intensidade variadas e, ainda, menor ou maior quantidade de tons cinzentos. A intensidade da coloração individual é determinada por células tegumentares especializadas localizadas na hipoderme denominadas cromatóforos e influenciada simultaneamente pelos ritmos circadiano e das marés. De dia e na maré-vaza os pigmentos se espalham por toda a área dos cromatóforos tornando os animais mais escuros, durante a noite e na preia-mar a coloração é menos intensa uma vez que os pigmentos se concentram junto ao centro das células. Indivíduos jovens, comumente apresentando tamanho inferior a 15 mm, apresentam coloração castanho uniforme, muito similar ao lodo.
O comprimento da carapaça tem cerca de 50 mm.

## Distribuição
Trata-se da única espécie do gênero Uca presentes nas costas europeia e oeste-africana. Localiza-se apenas na costa do Oceano Atlântico e não colonizou o Mar Mediterrâneo, sendo o Estreito de Gibraltar a fronteira natural que barrou sua expansão. Na Europa se confina na região sul da Península Ibérica, principalmente nas costas sul de Portugal (Algarve) e Espanha. Em África, distribui-se em países como Angola, Cabo Verde e nas ilhas do Golfo da Guiné.

## Habitat
Rias, lagoas, estuários e costas protegidas.